# Obispos (municipalité)
Pour les articles homonymes, voir Obispos.
Obispos est l'une des douze municipalités de l'État de Barinas au Venezuela. Son chef-lieu est Obispos. En 2011, la population s'élève à 37 493 habitants.

## Géographie

### Subdivisions
La municipalité est divisée en quatre paroisses civiles avec, chacune à sa tête, une capitale (entre parenthèses) : 
- El Real (El Real) ;
- Los Guasimitos (Los Guasimitos) ;
- La Luz (La Luz) ;
- Obispos (Obispos).